# بیگ بار، شهرستان ترینیتی، کالیفرنیا
بیگ بار (به انگلیسی: Big Bar) یک منطقهٔ مسکونی در ایالات متحده آمریکا است که در شهرستان ترینیتی، کالیفرنیا واقع شده‌است. بیگ بار ۳۸۰٫۰۹ متر بالاتر از سطح دریا واقع شده‌است.